# Geometrische Zahlentheorie
Die geometrische Zahlentheorie ist ein Teilgebiet der Zahlentheorie, die wiederum eine Disziplin der Mathematik ist. Im Zentrum der geometrischen Zahlentheorie, auch Geometrie der Zahlen genannt, steht der Minkowskische Gitterpunktsatz, eine Aussage über Gitter und konvexe Mengen. Fragen der dichtesten Packung von Kugeln werden ebenfalls behandelt.